# Ian Millar
Ian Millar, CM (Halifax, 6 de janeiro de 1947) é um ginete canadense.
Incluído no Hall da Fama do Esporte Canadense, em 1996, Millar possui o recorde de mais aparições na história dos Jogos Olímpicos com 10 participações entre 1972 e 2016.